# Ludwig Fischer
Dr. Ludwig Fischer (16 de abril de 1905 – 8 de março de 1947) foi um oficial alemão nazista, advogado e político. Após a Segunda Guerra Mundial, ele foi preso pelos Aliados e executado como um criminoso de guerra.

## Biografia
Nascido em uma família católica, em Kaiserslautern, Alemanha, Fischer se juntou ao partido nazista em 1926 enquanto era estudante. Em 1929, alistou-se na Sturmabteilung (SA), eventualmente chegando a patente de Gruppenführer. Em 1937, ele foi eleito para o Reichstag.
Após a invasão da Polônia por tropas alemães, ele foi apontado como governador do distrito de Varsóvia para o Governo Geral. Ele ocupou este cargo até a retirada alemã da capital polonesa em janeiro de 1945.
Fischer foi diretamente responsável por diversos crimes de guerra e contra a humanidade durante a ocupação alemã da Polônia. Ele foi responsável pela criação e gerenciamento do Gueto de Varsóvia, autorizou diversas leis antissemitas e também foi um dos coordenadores do fechamento do gueto e deportação dos seus habitantes para os campos de concentração. Ele também ordenou ou autorizou diversas outras atrocidades na cidade ocupada, como execuções em massa, programas de trabalho escravo e deportação de grupos de prisioneiros e moradores judeus de Varsóvia para diversos campos de extermínio nazistas. Por suas ações, ele acabou sendo extremamente odiado pelo povo polonês. Ele sobreviveu a diversas tentativas de assassinato pela resistência polonesa durante a guerra.
Após o fracasso da Revolta de Varsóvia, Fischer participou do planejamento da destruição da cidade pelos alemães. Ele também foi responsabilizado pelas péssimas condições de vida nos sub-campos de Pruszków, que foram construídos como abrigos para a população sobrevivente da cidade (antes da deportação para os campos de concentração).
Fischer, aos 41 anos, foi preso por tropas aliadas em 1946. Ele foi então entregue as autoridades polonesas. Ele foi levado a julgamento e sentenciado a morte por crimes contra a humanidade. Foi enforcado na prisão de Mokotów, na Polônia, em 8 de março de 1947.